# Gewog di Dorona
Il gewog di Dorona è uno dei quattordici raggruppamenti di villaggi del distretto di Dagana, nella regione Centrale, in Bhutan.